# Trey Miguel

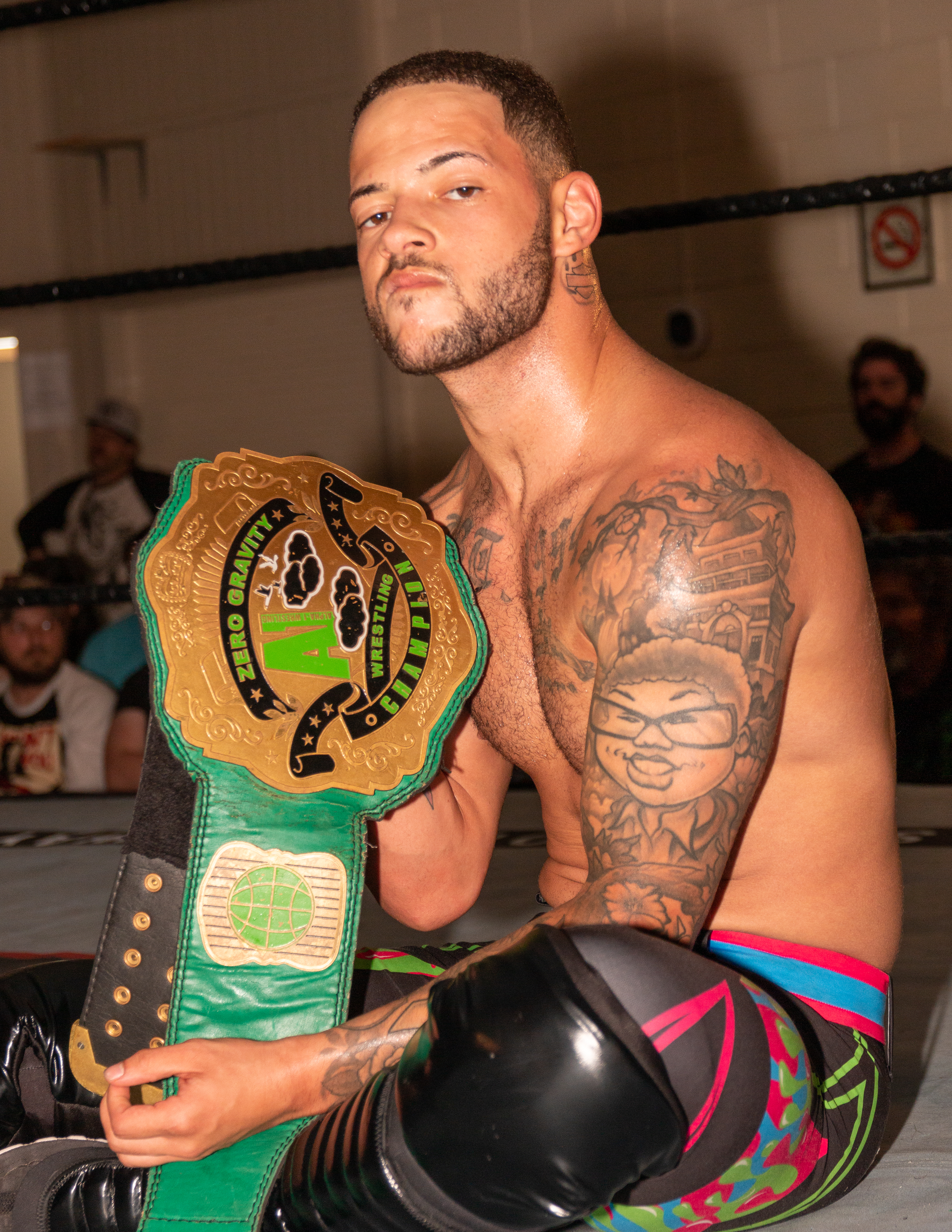
Trey McBrayer trzymający Zero Gravity Championship

Trey McBrayer (ur. 30 sierpnia 1994 w Toledo w Ohio) – amerykański wrestler znany pod pseudonimem ringowym Trey Miguel, członek tag teamu The Rascalz.

## Życiorys
Urodził się 30 sierpnia 1994 roku w Toledo w amerykańskim stanie Ohio jako Trey McBrayer Od 14. roku życia trenował zapasy w YMCA w szkole średniej Start High School.
Karierę wrestlerską zaczął w 2009 roku. Początkowo uprawiał wrestling w niezależnych organizacjach. Preferowanym przez niego stylem stał się high-flying. Z czasem przyjął pseudonim ringowy Trey Miguel.
W 2018 roku dołączył do Impact Wrestling i współtworzył tag team The Rascalz razem z Dezmondem Xavierem i Zacharym Wentzem.
Gdy w 2020 roku pozostali członkowie tag teamu przenieśli się do WWE, Miguel skoncentrował się na karierze solowej. W 2021 roku na gali Bound for Glory wygrał X Division Champioship.
W 2023 roku, kiedy Zachary Wentz powrócił do organizacji, ponownie utworzył z Miguelem tag team The Rascalz. 27 sierpnia wygrali mistrzostwo drużynowe Impact World Tag Team Championship. Stracili je 21 października, przegrywając z ABC.